# Синдром білих плям
Синдром білих плям — смертельне захворювання прісноводних ракоподібних, що викликане дволанцюговим ДНК-вмісним вірусом роду Whispovirus родини Nimaviridae. Хвороба поширена по всьому світі у місцях масового скупчення креветок з родини Penaeidae. Вірус особливо небезпечний при штучному розведені креветок на креветкових фермах, де він викликає масову загибель.

## Опис
Вірус синдрому білих плям — паличкоподібний дволанцюговий ДНК-вірус завдовжки 240—380 нм і 70-159 нм в діаметрі. Нуклеокапсид сягає 120—205 нм завдовжки і 95–165 нм в діаметрі. Зовнішня оболонка складається з ліпідної двошарової мембрани, іноді з хвостоподібним придатком на одному кінці віріона. Нуклеокапсид складається з 15 помітних вертикальних спіралей, розташованих уздовж довгої осі; кожна спіраль має дві паралельні смуги, що утворені з 14 глобулярних капсомерів, кожен з яких має діаметр 8 нм.

## Історія
Перша зареєстрована епідемія білих плям ракоподібних сталася в Тайвані у 1992 році. Епідемія 1993 року в Китаї призвела до фактичного розвалу промислового розведення креветок. Цього ж року спалахи захворювання сталися в Японії та Кореї, у 1994 році в Таїланді, Індії та Малайзії, а до 1996 року поширилося на всю Східну та Південну Азію. Наприкінці 1995 році хвороба зареєстрована в США, 1998 року в Центральній і Південній Америці, 1999 — в Мексиці, 2000 — на Філіппінах, а в 2011 році в Саудівській Аравії. Австралія вважалася останнім регіоном, що вирощує креветки, вільним від вірусу, доки у листопаді 2016 року він не був виявлений у Квінсленді.
31 жовтня 2011 року запатентована вакцина проти вірусу, що викликає синдром білих плям.

## Патогенез
Вірус має широкий діапазон господарів. Природними господарями вірусу є креветки з родини Penaeidae, включаючи такі важливі промислові види як Penaeus monodon, Marsupenaeus japonicus, Litopenaeus vannamei і Fenneropenaeus indicus. Серед інших ракоподібних вірус виявлений у крабах (Scylla, Portunus), омарах (Panulirus), раках (Astacus, Cherax) та прісноводних креветках (Macrobrachium).
У природі креветки можуть виживати з вірусом протягом тривалого періоду часу, але у культивуванні такі фактори, як стрес при неналежних умовах утримування, можуть викликати спалах синдрому білих плям. Захворювання є дуже вірулентним і призводить до 100 % смертності протягом декількох днів у випадку культивування креветок.
Вірусом інфікується епідерміс і кровоносна система. Зовні проявляється розшаруванням панцира і утворенням білих плям діаметром 0,5-2 мм. Хворі креветки стають млявими, плавають біля поверхні води і в підсумку вмирають. Схожі симптоми виникають при бакуловірусному синдромі білих плям (бакуловіроз креветок), збудником якого є віруси з родини Baculoviridae.